# 1992年夏季残疾人奥林匹克运动会马来西亚代表团
1992年夏季残疾人奥林匹克运动会马来西亚代表团是马来西亚派出的1992年夏季残疾人奥林匹克运动会代表团。获得1枚银牌和2枚铜牌。